# Tehauroarii
Tehauroari'i (Rere-ao), née vers 1830 et morte le 18 mars 1884, membre de la famille royale de Raiatea, est l'unique femme à porter le titre de reine régnante de Raiatea et Tahaa à partir de son couronnement en 1881 jusqu'à son décès prématuré en 1884.

## Biographie

### Famille
Membre de la branche cadette de la dynastie royale des Tamatoa, elle est la fille aînée du roi Tahitoe de Raiatea et Tahaa et de sa deuxième épouse Metua'aro.

### Règne
Lorsque son père est élu roi de Raiatea et Tahaa, elle est désignée princesse héritière. Elle succède effectivement à son père en 1881 dans un climat trouble à l'origine de la chute de ce dernier.
Elle est alors couronnée le 13 avril 1881 et prend le nom de Tehauroarii. Son court règne est marqué par un retour au calme de la situation politique du royaume.

### Fin d'une dynastie
Décédée sans enfant en 1884, c'est un cousin de la branche régnante de Huahine, le prince Ari'imate Teurura'i, qui lui succède sous le nom de Tamatoa VI.
La reine Tehauroari'i est la dernière de la dynastie des Tamatoa à régner sur le Royaume-Uni de Raiatea et Taha'a. 
En effet, son successeur le prince Ari'imate Teurura'i appartient à cette lignée par sa mère, la reine Teha'apapa II, elle-même fille de feu le roi Tamatoa IV de Raiatea et Tahaa.

## Titulature
- Son Altesse la princesse Rere-ao Tahitoe (1830 - 1871).
- Son Altesse la princesse héritière de Raiatea et Tahaa (1871 - 1881).
- Sa Majesté la reine de Raiatea et Tahaa (1881 - 1884).

## Sources
- Tahiti aux temps anciens (traduction française de Bertrand Jaunez, Pars, Musée de l'Homme, Société des Océanistes, 671p. (édition originale Ancient Tahiti, Honolulu 1928) de Teuira Henry.
- La lignée royale des Tamatoa de Ra'iatea (îles Sous-le-Vent), Papeete, ministère de la Culture, 229 p., B.SAURA.
- Raiatea 1818-1945: permanences et ruptures politiques, économiques et culturelles…Université de la Polynésie française, thèse de doctorat en histoire, 3 volumes, 517 p., Anne-Lise SHIGETOMI-PASTUREL.